# 黒田浩一
黒田 浩一（くろだ こういち、5月14日 - ）は、日本の男性声優。東京都出身。ステイラック所属。

## 略歴
以前はアセンブルハート（預かり）、オフィスPAC（預かり）に所属していた。
フォースアベニュー5期生。2022年、Follow-Up養成所専科。2023年からステイラック所属。

## 人物
特技・資格は軟式野球、歌、毒物劇物取扱責任者。趣味はゲーム、家電、PC、読書。

## 出演
太字はメインキャラクター。

### テレビアニメ
2023年
- 名探偵コナン（男性）
- 16bitセンセーション ANOTHER LAYER（大学生A、警備員A、通行人B）
- とあるおっさんのVRMMO活動記（運営）
- ポーション頼みで生き延びます!（客）

2024年
- 異世界でもふもふなでなでするためにがんばってます。（力の氏長）
- この世界は不完全すぎる（戦士）
- らんま1/2 (2024)（男性客）
- 多数欠（所員）

2025年
- 天久鷹央の推理カルテ
- ばいばい、アース（使者、剣士）
- 日々は過ぎれど飯うまし（モール前の人々）
- ネクロノミ子のコズミックホラーショウ

### 劇場アニメ
- 劇場版ブルーロック -EPISODE 凪-（2024年）

### OVA
- 無限の住人-IMMORTAL-（2019年、逸刀流剣士）

### ゲーム
- クッキー
- 幻獣神話アルディナ（2013年）
- ゴールドリベリオンR（2014年）
- 魔法図書館キュラレ（2015年）
- ドラガリアロスト（2018年、兵士）
- FOX -Flame Of Xenocide-（2018年、アキレス）
- ドラゴンクエストXI 過ぎ去りし時を求めて S（2019年）
- オートチェス（2019年）
- Zold:Out〜鍛冶屋の物語（2020年、フィン）
- 新すばらしきこのせかい（2021年、岡田ケイイチ、有吉イズミ）
- ヘブンバーンズレッド（2024年、習志野ドーム住民）
- 龍が如く8外伝 Pirates in Hawaii（2025年）
- 戦国小町苦労譚 語絵巻 - カタリエマキ -（徳川家康[16]）

### 吹き替え

#### 映画
- アグリーズ（レン〈ハルーン・カン〉）
- クローゼットに閉じこめられた僕の奇想天外な旅（店主）
- スター・ウォーズ/スカイウォーカーの夜明け（帝国兵 他）
- ツーリスト・ガイド・トゥ・ラブ 恋のツアーガイド
- デッド・ウィッシュ（ジェレミー）
- ビームマシンで連れ戻せ テレポーテーション大作戦（中尉）
- ファイティング・ファミリー（エズ、マイケル・コール）
- ファンキーランド（ブラック）
- フラクチャード（ドリュー）
- マリッジ・ストーリー（パブロ）
- 目指せ! スーパースター（強盗）
- RUBIKON ルビコン（ギャビン）

#### ドラマ
- ヴァイキング 〜海の覇者たち〜 シーズン6（宴戦士）
- ヴァイキング: ヴァルハラ（ハルビヨルン）
- エージェント・オブ・シールド シーズン7（デュラント）
- NCIS: ニューオーリンズ シーズン5（看守）
- クラウデッド・ルーム
- クリミナル・マインド FBI行動分析課 シーズン13（スミッティ）
- ザ・ルーキー 40歳の新米ポリス!? シーズン3（アイザック）
- Julie and the Phantoms（司会）
- ダッシュ&リリー（ドヴ）
- ハイスクール・ミュージカル:ザ・ミュージカル（リコ）
- ブリジャートン家（フリードリヒ王子）
- ベルサイユ（兵士）
- ボクらを見る目（マタイアス・レイエス）
- MACGYVER/マクガイバー シーズン4（FBI捜査官）
- マンダロリアン（レスラーエイリアン、兵士）

#### アニメ
- イーハー!きょうりゅうぼくじょう（ザッカリー）
- ミッキーマウス ミックス・アドベンチャー（花見男）
- スパイダーマン:フレンドリー・ネイバーフッド（キャンベル）
- この恋で鼻血を止めて（2025年、レイモン[5]、スタッフ男[8]、護衛[6]）

### ボイスオーバー
- ショート・サーキット（ミッチ）
- ダーククリスタル: エイジ・オブ・レジスタンスの裏側
- ネクスト・イン・ファッション（クリストファー・ケイン）
- ハリー・ポッターと不死鳥の騎士団 ナビ番組（トム・フェルトン、マシュー・ルイス）

### ナレーション
- アルビレックス新潟 地上波CM
- アングラーズ WEB CM
- Wizardry Variants Daphne ティザームービー
- ホンダカーズ（イベントナレーション）

### デジタルコミック
- 親愛なるオメガへ（2023年、医師、売人、長尾家の男2）[17]
- 発情ネオンサイン（2023年、田中さん、セフレ7、清春）[18]
- 転生しても嫌われ王子だったので関係修復頑張ります。（2023年、通行人3、使用人1、兵士3、森で会った男性、貴族1、町人3、町人5、食堂客1）[19]
- 偽モテ男に恋愛指南は荷が重い（2024年、井出、男子高校生7・9・13）[20]

### その他コンテンツ
- 東京ワンピースタワーPV